# Ganzer (Wusterhausen/Dosse)
Ganzer ist ein Ortsteil der Gemeinde Wusterhausen/Dosse im Landkreis Ostprignitz-Ruppin (Brandenburg). Der Ort war bis zur Eingemeindung nach Wusterhausen/Dosse im Jahr 1997 eine selbständige Gemeinde.

## Geographie
Ganzer liegt rund 7,5 Kilometer ostsüdöstlich der Stadt Wusterhausen/Dosse. Die Gemarkung grenzt im Norden an die Gemarkungen von Gartow, Dessow und Emilienhof (alle drei genannten Orte sind Ortsteile der Gemeinde Wusterhausen/Dosse), im Osten an Wildberg, im Süden an Rohrlack (letztere zwei Orte sind Ortsteile der Gemeinde Temnitztal) und Barsikow und im Westen an Metzelthin (letztere zwei Orte sind Ortsteile der Gemeinde Wusterhausen/Dosse). Ganzer liegt an der Bundesstraße 167. Im Ort führt die Dorfstraße weiter in den Nachbarort Dessow. Die Bahnstrecke Neustadt–Herzberg quert den westlichen Zipfel der Gemarkung.
Im Süden bildet der Rohrlacker Graben oder die Schwenze die Gemarkungsgrenze, im Norden der Metzelthiner Landwehrgraben. Im Westen ist es der Graben 112, der über einige hundert Meter die Gemarkungsgrenze bildet. Westlich des Ortskerns liegen zwei kleine Teiche, die durch einen Wassergraben miteinander verbunden sind. Der höchste Punkt der Gemarkung liegt bei 43,8 m ü. NHN, der tiefste Punkt bei etwa 31 m ü. NHN.

## Geschichte
Der Ort wurde erstmals 1365, allerdings nur indirekt erwähnt, als ein Thid Gantzwer drei Pfennige Rutenzins von einem Gebäude in Neuruppin bezahlen musste. Der Ort selber wird erst 1478 erstmals in einer Urkunde genannt. Graf Johann von Lindow-Ruppin verschrieb mit dieser Urkunde eine Morgengabe in Höhe von 800 Gulden an seine Frau, Gräfin Anna, geb. zu Stolberg-Wernigerode, darunter auch Dienste, Rauchhühner, zehn Wispel Korn und Einnahmen in Höhe von 30 Gulden in Ganzer.
Nach Foster (1998) ist die Herkunft des Namens nicht eindeutig zu klären. Danach lässt sich eine aplb. Grundform * Gąser bzw. * Gąsery erschließen. Daraus folgt die Ableitung entweder von *gąser bzw. *gąsery Gänsehirt oder von einem Personennamen *Gąser. Die Nähe zu den alten slawischen Burgen Wildberg und Garz gibt auch Veranlassung, an einen Dienstsiedlungsnamen zu denken. Der Dorfstruktur nach ist es ein breites Straßendorf mit Gut.

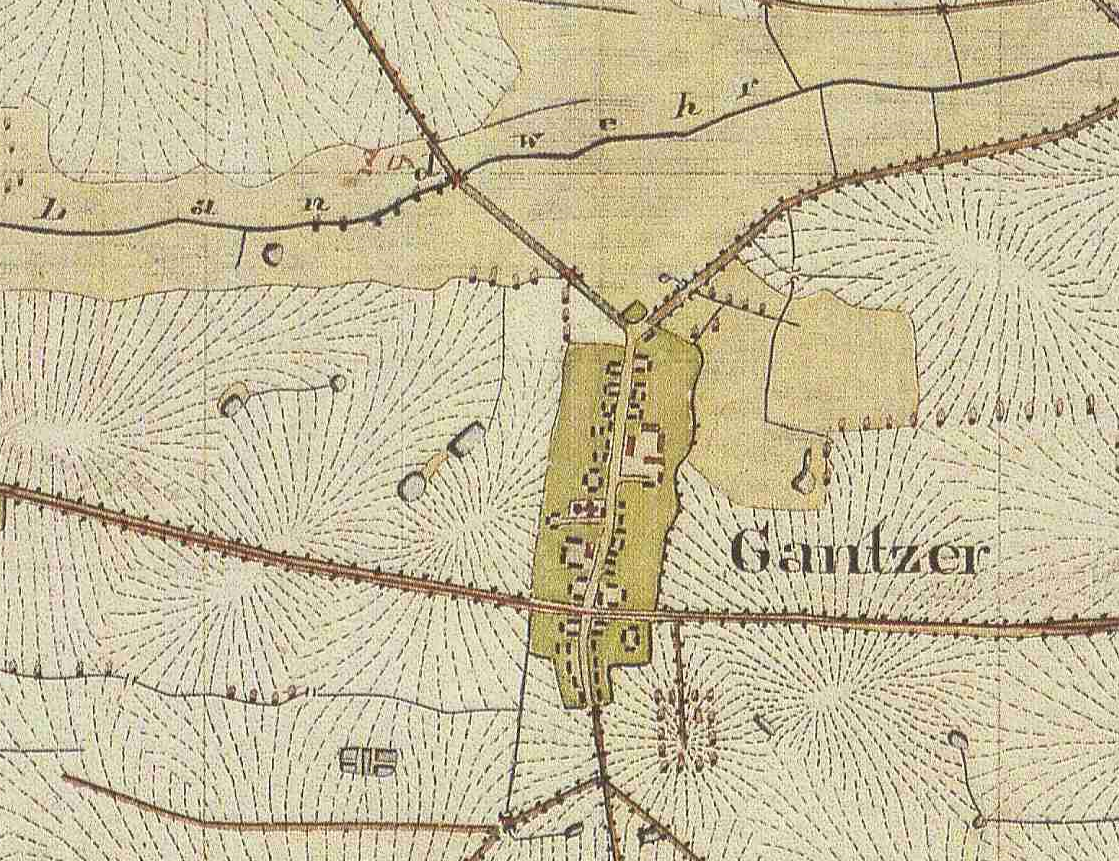
Ganzer auf dem Urmesstischblatt 3141 Wildberg von 1825

Der Besitz des Dorfes war schon vor 1491 geteilt. Die Hebungen von den Bauern gingen an einige Adlige und Institutionen. Sogar Hebungen von einem Bauernhof gingen an verschiedene Nutznießer. Die folgende Tabelle gibt eine Übersicht über die Besitzverhältnisse in Ganzer um das Jahr 1491.
| Bauer/Kossät        | Anzahl Hufen | Abgaben/Rechte                                         | Nutznießer                     |
| ------------------- | ------------ | ------------------------------------------------------ | ------------------------------ |
| Schulte             | 2 Hufen      | 14 Schillinge, 1 Schock, alle Rechte                   | die Wotenowen                  |
| Claws Gereke        | 2 Hufen      | 14 Schillinge, 1 Schock, alle Rechte                   | die Wotenowen                  |
| Engell Visscher     | 2 Hufen      | 7 Schillinge, 1 Schock                                 | die Ghulen                     |
| dito                | dito         | 7 Schillinge                                           | die Wotennowen                 |
| dito                | dito         | Dienst                                                 | die Herren (Grafen von Lindow) |
| Lentze Eykemann     | 2 Hufen      | 14 Schillinge, 1 Schock, alle Rechte                   | Frederik Jurgens               |
| Hans Lindemann      | 2 Hufen      | 14 Schillinge, 1 Schock, alle Rechte                   | die Herren                     |
| Henning Wolter      | 2 Hufen      | 14 Schillinge, 1 Schock, alle Rechte                   | die Herren                     |
| dito                | dito         | 14 Schillinge                                          | die Monneken in Havelberg      |
| Claus Reveld        | 2 Hufen      | 14 Schillinge, 1 Schock, alle Rechte                   | die Ratenowen in Plänitz       |
| Priborne            | Morgenland   | 1 Pfund, alle Rechte                                   | die Wotenowenn                 |
| Peter Flor          | keine Angabe | 10 Schillinge, alle Rechte                             | Frederik Jurgens               |
| Achim Lindemann     | Morgenland   | 1 Pfund, alle Rechte                                   | die Herren                     |
| Peter Heker         | Morgenland   | 10 Schillinge, alle Rechte                             | Frederik Jurgens               |
| der Krüger          | –            | 27 Schillinge, 1 Pfund Pfeffer Zapfenzins, alle Rechte | die Herren                     |
| dito                | –            | 27 Schillinge                                          | die Monneken                   |
| Borchard Heiteprim  | 1½ Hufen     | 1 Schock, alle Rechte                                  | Frederik Jurgens               |
| Achim Visscher      | 2 Hufen      | 14 Schillinge, 1 Schock, alle Rechte                   | Frederik Jurgens               |
| Jacob Visscher      | 3 Hufen      | 7 Schillinge, 5 Pfund                                  | die Monneken in Havelberg      |
| Jacob Visscher      | Worden       | 6 Scheffel Korn                                        | die Herren                     |
| Henning Runghe      | 2 Hufen      | 14 Schillinge, 1 Schock, alle Rechte                   | die Herren                     |
| Mewes Fischer       | 2 Hufen      | 14 Schillinge, 1 Schock, alle Rechte                   | die Herren                     |
| Henning Kemenitz    | 3 Hufen      | 1 Schillinge, 2 Schock                                 | die Wutenowen                  |
| dito                | dito         | alle Rechte                                            | die Herren                     |
| Mewes Heker         | 2 Hufen      | 7 Schillinge, 1 Schock, alle Rechte                    | die Herren                     |
| dito                | dito         | 3 Scheffel Gerste, 3 Scheffel Hafer                    | die Wutenowen                  |
| Arnd Spiegelhaghenn | 2 Hufen      | 27 Schillinge, alle Rechte                             | die Herren                     |
| dito                | dito         | 27 Schillinge                                          | die von Ghulen                 |
| Hans Visscher       | 2 Hufen      | 14 Schillinge, 1 Schock                                | die Herren von Havelberg       |
| dito                | dito         | Dienst                                                 | die Herren                     |
| Kersten Manek       | 1½ Hufen     | 1 Schock                                               | die Monneken in Havelberg      |
| dito                | dito         | Dienst                                                 | die Herren                     |
| Olde Heitprim       | 2 Hufen      | 14 Schillinge, 1 Schock                                | die Herren von Havelberg       |
| Krun                | Kossät       | 15 Schillinge, alle Rechte                             | die Herren                     |
| Busso Grote         | 1 Hufe       | 27 Schillinge                                          | die Ghulen                     |
| Busso Grote         | Morgenland   | 1 Pfund, Dienst                                        | die Herren                     |
| Claws Kemenitz      | 2 Hufen      | 14 Schillinge, 1 Schock, alle Rechte                   | die Herren                     |
| Titke Rynow         | 2 Hufen      | 1 Schock, alle Rechte                                  | die Herren                     |
| dito                | dito         | 14 Schillinge                                          | die Herren von Havelberg       |
| 21 Bauernhöfe       | 42 Hufen     | –                                                      | –                              |

Bereits 1491 lassen sich somit sechs Besitzanteile in Ganzer nachweisen, die allerdings schon ziemlich zersplittert waren. Die Abgaben und/oder Dienste bzw. die Rechte an einem Hof gingen in einigen Fällen an unterschiedliche Nutznießer.
Die Grafen von Lindow hatten sich in Ganzer einen großen Teil ihrer Rechte und Abgaben bewahren können. Insgesamt hatten sie noch fünf Zweihufenhöfe im Vollbesitz, von vier Zweihufenhöfen im (Fast-)Vollbesicht gingen lediglich Geldabgaben an Dritte. Außerdem hatten sie noch die Rechte oder Dienste von vier Bauernhöfen. Weiter zinste ihnen ein Kossät und zwei Höfe mit Morgenland sowie ein Zweihufenhof, der zusätzlich zu den Hufen noch Worden bewirtschaftete, von diesen Worden. Die Abgaben des Krügers in Höhe von insgesamt 54 Schillingen ging zur Hälfte an die Grafen, die andere Hälfte an das Domkapitel in Havelberg. Der Zapfenzins des Krüger in Höhe von einem Pfund Pfeffer ging dagegen in voller Höhe an die Grafen. Nach dem Landbuch von 1525 musste das Dorf insgesamt zwei Schock, 22 Schillinge und acht Pfennige Pflege an die Grafen abführen. Anscheinend war diese Abgabe nicht lange vorher den von Guhlen verpfändet und erst kurz vorher wieder eingelöst worden. Außerdem wird darin berichtet, dass etliche Geldzinsen noch an das Domkapitel in Havelberg verpfändet waren.
Ein größerer Teil der Abgaben und auch der Rechte gehörte dem Hochstift Havelberg. Er ging jedoch nicht einheitlich an das Bistum, sondern getrennt an Bischof (Herren von Havelberg) und das Domkapitel (Monneken). Ein Anderthalbhufenhof war im Vollbesitz des Domkapitels, der Dreihufenhof des Jakob Fischer war fast im Vollbesitz des Domkapitels, lediglich von einigen Worden gingen drei Scheffel Korn an die Grafen von Lindow. Von einem Zweihufenhof im (Fast-)Vollbesitz der Grafen von Lindow bezog das Domkapitel 14 Schillinge, vom Krüger 27 Schillinge. Ein Zweihufenhof war im Vollbesitz, ein zweiter Zweihufenhof im (Fast-)Vollbesitz des Bischofs von Havelberg, hier standen lediglich die Dienste den Grafen von Lindow zu. Von einem dritten Zweihufenhof stand dem Bischof lediglich 27 Schillinge zu, die anderen Abgaben und Rechte waren im Besitz der Grafen von Lindow.
Die von Wuthenow waren im Vollbesitz von zwei Bauernhöfen mit insgesamt vier Hufen, darunter auch der Schulzenhof sowie von einem (Kossäten-)Hof mit Morgenland, der ein Pfund zinste. Ein Dreihufenhof war fast in deren Vollbesitz mit Ausnahme der Rechte, die den Grafen von Lindow zustanden, von einem Dreihufenhof bezogen sie drei Scheffel Gerste und drei Scheffel Hafer, von einem Zweihufenhof hatten sie ein Schilling, zwei Schock, und von einem weiteren Zweihufenhof sieben Schillinge. Die Abgaben und Rechte derer von Wuthenow müssen bis 1525 an die von Kröcher gekommen sein. Im Landbuch von 1525 wird berichtet, dass die von Wuetenowen noch eine Wiese im Herrenluch bei Vichel für die Herrschaft mähen, das Heu machen und das Heu einführen mussten.
Der vierte Besitzkomplex war im Besitz des Friedrich von Jurgaß, im Landbuch Jurgens genannt. Er hatte zwei Zweihufenhöfe und einen Bauernhof mit 1½ Hufen mit allen Rechten im Vollbesitz. Bei einem weiteren Hof war keine Hufenzahl angegeben, ein anderer Besitztitel bezog sich auf einen (Kossäten-)Hof mit Morgenland. Nach dem Landbuch von 1525 hatte er nur vier Freihufen zu seinem Rittersitz im Dorf.
Ein weiterer Teil von Abgaben und Rechte war im Besitz derer von Guhlen. Sie hatten einen Hof in Vollbesitz. Von einem Einhufenhof erhielten sie 27 Schillinge ohne die Dienste und von einem Zweihufenhof 27 Schillinge, die andere Hälfte der Abgaben und die Rechte standen den Grafen von Lindow zu. Nach der Notiz im Landbuch von 1525, dass 2 Schock 22 Schillinge 8 Pfennige Pflege kurz vor 1525 durch die Herrschaft von den von Guhlen wieder ausgelöst wurde, könnte dieser Anteil an die Herrschaft gekommen sein.
Der Bauernhof des Claus Reveld mit zwei Hufen gehörte den von Rathenow in Plänitz mit allen Rechten. Dieser Besitzanteil war 1525 nicht mehr vorhanden. Was mit diesem Besitzanteil geschah, ließ sich nicht mehr ermitteln.
Nach dem Landbuch von 1525 war ein Teil der Abgaben des Dorfes der olden frawn Leibgedingk. Die Gräfin Anna Jacobine lebte noch bis 1526. Zwei Schock waren schon einige Zeit vor 1525 als Leibgedinge an eine Witwe Gereke von Neuruppin ausgetan; dieser Zins war jedoch 1525 schon wieder an die Herrschaft zurückgefallen. Die Kirche in Ganzer hatte 10 Schillinge von einem Hof. Außerdem wird erwähnt, dass der Pfarrer drei Freihufen hatte.
Die Abgaben der Bauern hatten sich gegenüber den Angaben von 1491 deutlich verändert. Die Höfe lassen sich nicht ohne weiteres an die 1491 genannten Höfe anschließen.
| Bauer/Kossät        | Anzahl Hufen              | Abgaben/Rechte                                              | Besitzer/Nutznießer     |
| ------------------- | ------------------------- | ----------------------------------------------------------- | ----------------------- |
| Heintze Schmidt     | ?                         | 14 Schillinge, 1 Schock                                     | Domherren zu Havelberg  |
| dito                | ?                         | 10 Schillinge                                               | Gotteshaus in Ganzer    |
| dito                | ?                         | Zehnt, Rauchhuhn                                            | Herrschaft              |
| Thomas Wendigke     | ?                         | 3 Scheffel Gerste, 3 Scheffel Hafer                         | Schloss Ruppin          |
| Jung Achim Fischer  | ?                         | 1 Schock minus 6 Pfennige                                   | Domherren in Havelberg  |
| dito                | ?                         | Zehnt, Rauchhuhn, Dienst                                    | Herrschaft              |
| dito                | ?                         | 9 Schillinge                                                | von Rohr                |
| Heine Kemnitz       | ?                         | 14 Schillinge, 1 Schock, 12 Schillinge                      | Domherren von Havelberg |
| Benedictus Kemnitz  | ?                         | 15 Schillinge und 6 Hühner                                  | Herrschaft              |
| dito                | ?                         | Zehnt, Rauhhuhn                                             | gnädige Herren          |
| Clauss Wulf         | ?                         | 20 Schillinge, Zehnt, Rauhhuhn                              | Herrschaft              |
| Matthies Kruen      | ?                         | 14 Schillinge, 1 Schock, Zehnt, Rauchhuhn                   | Herrschaft              |
| dito                | ?                         | 12 Schillinge Bede                                          | von Kröcher             |
| Jurgen Kemnitz      | ?                         | 14 Schillinge, 1 Schock, 12 Schillinge                      | Domherren von Havelberg |
| dito                | ?                         | Zehnt, Rauchhuhn                                            | Herrschaft              |
| Hans Rinow          | ?                         | 6 Schillinge, 1 Schock                                      | Herrschaft              |
| dito                | ?                         | 14 Schillinge                                               | Domherren               |
| dito                | ?                         | 6 Schillinge                                                | Gemeinde                |
| Achim Brandien      | ?                         | 12 Schillinge, 1 Schock Zehnt, Rauchhuhn                    | Herrschaft              |
| dito                | ?                         | 12 Schillinge                                               | von Kröcher             |
| Lucass Leppin       | ?                         | 17 Schillinge, 1 Schock, Zehnt, Rauchhuhn                   | Herrschaft              |
| dito                | ?                         | 9 Schillinge Urbede                                         | von Rohr                |
| Simon Hecker        | ?                         | 1 Schock                                                    | Herrschaft              |
| dito                | ?                         | Zehnt, Rauchhuhn, 14 Schillinge                             | Domherren               |
| dito                | ?                         | 12 Schillinge Bede                                          | Baltzer Rohr            |
| Tonnies Pilhoffe    | ?                         | 1 Pfund, 9 Hühner                                           | Herrschaft              |
| Gorges Weger        | ?                         | 27 Schillinge, 1 Pfund Pfeffer                              | Herrschaft              |
| dito                | ?                         | Zehnt, Rauchhuhn, 12 Schillinge Bede, 27 Schillinge         | Domherren               |
| Paull Wolter        | ?                         | 5 Pfund, 7 Schillinge                                       | Domherren               |
| dito                | ?                         | Zehnt, Rauchhuhn                                            | gnädigen Herren         |
| dito                | ?                         | 18 Schillinge                                               | von Kröcher             |
| Hanss Berendes      | ?                         | 14 Schillinge, 1 Schock, Zehnt, Rauchhuhn                   | Herrschaft              |
| dito                | ?                         | 12 Schillinge                                               | von Rohr                |
| Achim Westphall     | ?                         | 14 Schillinge                                               | Herrschaft              |
| dito                | ?                         | 12 Schillinge, Zehnt, Rauhhuhn                              | von Kröcher             |
| Thomas Westpfahll   | ?                         | 14 Schillinge, 1 Schock                                     | Herrschaft              |
| dito                | ?                         | 12 Schillinge                                               | von Kröcher             |
| dito                | ?                         | Zehnt, Rauchhuhn                                            | den gnädigen Herren     |
| Arendt Spiegelhofen | ?                         | 1 Schock weniger 4 Pfennig, 12 Schillinge, Zehnt, Rauchhuhn | Herrschaft              |
| dito                | ?                         | 12 Schillinge                                               | Gemeinde                |
| Gemeinde            | –                         | 4 Pfund Dienstgeld                                          | Herrschaft              |
| 19 Personen genannt | keine Hufenzahlen genannt | –                                                           | –                       |

1571 erneuerte Kurfürst Johann Georg die Lehen derer von Kröcher. Sie besaßen damals den Ganzerschen Lug, der ihnen jährlich sechs Pfund Wachs einbrachte. Außerdem sollten ihnen die Rodungsflächen zustehen.

## Der Rittersitz in Ganzer
Nach dem Landbuch von 1525 hatte Friedrich von Jurgas vier freie Ritterhufen, d. h., er hatte wohl seinen Sitz in Ganzer. Nach dem Schossregister von 1542 gab Christoph Jurgas (Jungen) auf Ganzer (der Sohn des Friedrich?) 3 Gulden für sich und 2 Groschen Gesindelohn. 1565 musste Christoph Jurgas zu Ganzer zusammen mit allen Rathenowen zu Plänitz und den Kahlebutz auf Kampehl ein Kriegspferd stellen. 1572 war Christoph auf dem Landtag in Berlin anwesend. Ende des 16. Jahrhunderts saßen (ein anderer?) Christoff und Caspar Jurgaß auf dem Rittersitz in Ganzer. Nach der Ahnenprobe des Albrecht Ludwig von Jürgas gab es zwei Christoph von Jurgas, Vater und Sohn. Der Vater Christoph von Jürgaß war mit Anna von Breitschen aus dem Hause Schönhagen verheiratet. Nach dem Verzeichnus aller Herrn und vom Adell saßen Ende des 16. Jahrhunderts Christoff und Caspar von Jurgas (Gohres) in Ganzer, sehr wahrscheinlich Brüder. Bei der Musterung der Ritterpferde 1588 im Land Ruppin stellten die von Rathenow auf Plänitz, die Kahlebutz zu Kampehl und Christoff von Jurgas zusammen ein gerüstetes Pferd. 1592 vereinbarten Christoph von Jurgas auf Ganzer und Magdalena von Diepow ein Ehegeld in Höhe von 500 Talern.
1626 saß ein Oberst Hans von Jurgaß auf Ganzer. Er hatte in diesem Jahr Eva, Tochter des Jacob von Zieten und der Sabina von Gadow von Wustrau geheiratet. Es wurden 1000 Taler Ehegeld festgesetzt. Jacob von Zieten musste für ihn 100 Gulden beim dortigen Pfarrer Andreas Falkenthal borgen. Hans von Jürgas war der Sohn des Christoph d. J. von Jurgas und der Magdalena von Dipau/Diepow. Er war Obrist zu Pferde in der königlich-schwedischen Armee und konnte auch den Nachbarort Dessow erwerben. Der Obrist Hans von Jürgaß wird auch in der Landesvisitation von 1652 genannt. Die Specification der Lehnpferde: Ruppinscher Kreis (von) 1666 führt als Besitzer von Ganzer Hr. Oberst Jürges Erben aus. Diese Erben hatten zusammen mit den v. Rathenow in Plänitz, Baltzer von Klöden und den Kahlebutzen in Kampehl zusammen ein Lehnpferd zu stellen. Hans von Jurgaß muss also vor 1666 gestorben sein. Der Sohn Hans Joachim erhielt das Rittergut Ganzer I., der Sohn Jakob Christoph das Gut Dessow.

### Bildung eines zweiten Rittergutes
1654 wurde der kurfürstliche Anteil des Dorfes bzw. der dem Amt Alt Ruppin zugehörige Anteil an die Familie von Rohr auf Katerbow verkauft bzw. gegen Katerbow getauscht. Von nun an war Ganzer geteilt, die von der B 167 gesehen links der Dorfstraße gelegene Teil gehörte zum Besitz derer von Rohr, der rechts der Dorfstraße gelegene Teil zum Besitz der von (Wahlen-)Jurgas. Im Folgenden wird nun das Rittergut der von (Wahlen-)Jurgas/Jürgass als Rittergut Ganzer I bezeichnet, das Rittergut derer von Rohr als Rittergut Ganzer II.

### Das Rittergut Ganzer I
Hans Joachim Jürgaß wurde um 1630 als Sohn des Hans von Jurgaß und der Eva von Zieten in Ganzer geboren. Er heiratete am 3. Januar 1658 Judith Maria von Quast, Tochter des Otto Ludolph von Quast aus dem Hause Protzen. Die Tochter Anna Sabina (* 11. Mai 1686; † 6. August 1732 in Seetz) heiratete Stellan Ernst von Karstedt. Hans Joachim Jurgas war noch 1692 Besitzer des Rittergutes Ganzer I. Er starb 1704 in Ganzer.
1701 machten Christian Ernst Siegmund von Jurgas (1669–1739), Sohn des Hans Joachim von Jürgass, (Stabs-)Kapitän, und Maria Elisabeth von Wartenberg (1668–1720), Tochter des Wolf Georg von Wartenberg auf Sakrow (?) und Schorin (heute Skórzyno, Polen) eine Ehestiftung in Höhe von 3000 Talern. 1714 (konfirmiert 1715) vereinbarten der Kapitänleutnant Albrecht Christian von Jurgas auf Ganzer und Metzelthin und Anna Elisabeth Kröcher ein Ehegeld in Höhe von 1000 Talern. Christian Ernst Siegmund von Jurgas ließ 1722 das heute nicht mehr existierende Gutshaus des Ritterguts Ganzer I errichten. Das Gutshaus wurde 1981 abgerissen.
Ein Hans Joachim von Jurgass war zweiter Landrat des Ruppinschen Kreises von 1711 bis 1736. Er konnte bisher nicht sicher eingeordnet werden.
Georg (Jürgen) Christoph von Wahlen-Jürgass wurde am 16. Februar 1710 als Sohn des Christian Ernst Sigismund (1669–1739) und der Marie Elisabeth geb. von Wartenberg (1668–1720) auf Ganzer geboren. Er heiratete am 18. April 1745 Charlotte Katharina Luise von Zieten, Tochter des Hans Christian von Zieten und der Anna Juliane Susanne von Medern auf Brunne. Er brachte es in der preußischen Armee bis zum Rang eines Majors. 1756 etablierte er auf der wüsten Feldmark Lindow das Vorwerk St. Jürgen und auf der wüsten Feldmark Wildhagen das Vorwerk Charlottenhof. Letzteres Vorwerk benannte er nach seiner Frau Charlotte. Von 1762 bis 1771 war Georg Christoph von Wahlen-Jürgass Landrat des Ruppinschen Kreises. Er war zudem Erbherr auf Ganzer, Dessow, Woltersdorf, Wahlendorf, Charlottenhof, St. Jürgen und Melbach im Wetteraukreis (Hessen). Er starb am 4. April 1771 in Ganzer. Charlotte Katharina Luise geb. von Zieten starb am 16. September 1771 in Ganzer.
Anscheinend blieb das Rittergut Ganzer I zunächst ungeteilt, die Brüder Karl Friedrich Rudolf Wilhelm von Jürgass und Georg Ludwig Alexander von Wahlen-Jürgass blieben bis zu ihrem Tode gemeinsame Besitzer. Der ältere Bruder Franz Karl Wilhelm Rudolf von Wahlen-Jürgaß (* 14. September 1752), Erbherr auf Ganzer und Triglitz, heiratete am 23. Oktober 1776 Johanna Christiana Sophie geb. von Zieten (25. Januar 1747), Tochter des Husarengenerals Hans Joachim von Zieten. Sie starb am 7. Juni 1829, er starb am 26. Juni 1834 als letzter seines Geschlechts. Georg Ludwig Alexander von Wahlen-Jürgaß (* 5. Juni 1758), Erbherr auf Triglitz, brachte es in der preußischen Armee bis zum preußischen Generalleutnant. Georg Ludwig Alexander von Wahlen-Jürgaß starb unverheiratet am 8. November 1833 in Ganzer. Ein dritter Bruder Georg August Karl Sigismund (* 1749) war mit Sophie Charlotte Luise von Itzenplitz verheiratet. Sie hatten eine Tochter Wilhelmine Johanna Friedrike Luise Sofie (* 1776), die 1804 auf Bresch den Otto Christoph Georg Wilhelm von Rohr heiratete. Georg August Karl Sigismund starb bereits 1787. 1783 wurde Ganzer zum Familienkommiss erklärt, d. h., das Gut durfte nur unzerteilt und an männliche Nachkommen vererbt werden. Zum Rittergut Ganzer I gehörten Ende des 18. Jahrhunderts 12 Ganzbauern und drei Halbbauern.
1835 übernahm Otto August Alexander von Rohr das Rittergut Ganzer I. Er war am 17. April 1810 als Sohn des Otto Christoph Georg Wilhelm von Rohr und der Wilhelmine von Wahlen-Jürgass in Bresch geboren worden. 1835 erhielt er die Erlaubnis zur Namens- und Wappenvereinigung mit denen von Wahlen-Jürgass. Er nannte sich nun Otto von Rohr genannt von Wahlen-Jürgass. Er heiratete am 26. Dezember 1836 Bertha von der Hagen, Tochter des Emil von der Hagen und der Caroline von Schenckendorff auf Nackel. 1854 wurde das Gut Ganzer I (Jürgass) an die Familie von Bellin verpachtet. In der Nachweisung der Amtsbezirke, der Amtsvorsteher und deren Stellvertreter im Kreise Ruppin vom Juni 1874 wird als stellvertretender Amtsvorsteher ein Amtmann Berlin genannt. In der Nachweisung der Standesamtsbezirke im Regierungsbezirk Potsdam vom Dezember 1874 wird er wohl fälschlich als Rittergutsbesitzer Berlin (sic!) zu Ganzer genannt. Nach dem General-Adressbuch von 1879 hatte das Rittergut Ganzer I eine Größe von 208 ha.
Auf Otto von Rohr-Wahlen-Jürgass folgte dessen Sohn Otto Christoph Karl Theodor (1849–1914). Er begann einst seine Laufbahn auf der Ritterakademie am Dom zu Brandenburg, ging zum Studium nach Heidelberg und beendete seine militärische Karriere als Major. Seine Ehefrau war Sopie von Schlieben-Oderin. Er war Fideikommissherr auf Ganzer und auch Herr auf Schloss Meyenburg. Danach übernahm Ganzer I dessen Neffe Otto Helmut von Rohr-Wahlen-Jürgass (1904–2001), der 1945 vertrieben wurde und mit seiner Familie lange in Westfalen lebte. Sein Ziel war es vormals das Gut für die Familie weiter zu erhalten und lange mit Krediten wirtschaftlich zu stabilisieren.

### Das Rittergut Ganzer II

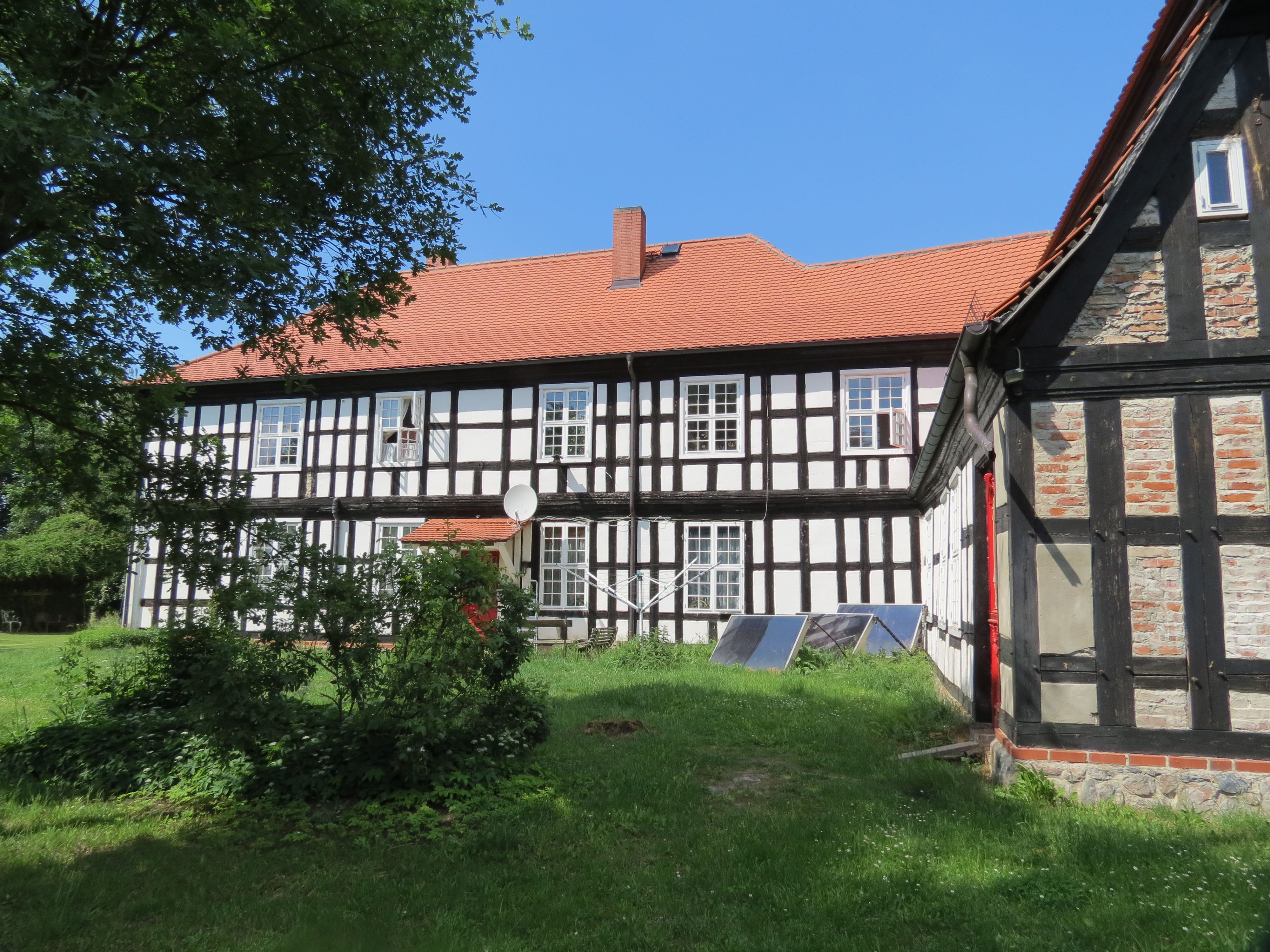
Gutshaus des Rittergutes Ganzer II (Rohrsches Gutshaus)

1654 tauschten Joachim und Kaspar von Rohr den kurfürstlichen Anteil gegen Katerbow ein. Joachim von Rohr der mit Ottilie von Schönermark, Tochter des Germanus von Schönermark und der Ottilie von Wuthenow auf Metzelthin verheiratet war, ein Viertel von Ganzer. Er starb zwischen 1654 und 1660 in Brunn. Deren Sohn Caspar Friedrich (* zw. 1629 und 1635, + 26. März 1670 in Ganzer) ist auf dem Rittersitz in Ganzer bezeugt. Vermutlich baute er (oder doch schon sein Vater?) den zweiten Rittersitz in Ganzer auf. Caspar Friedrich war in 1. Ehe mit Margarethe Ottilie von Rohr, Tochter des Joachim Friedrich von Rohr und der Anna Elisabeth von Fabian auf Tramnitz verheiratet. Seine Frau starb am 23. August 1663 in Ganzer. Er heiratete dann in zweiter Ehe 1665 Margaretha Judith von Hacke, Tochter des Hans Georg von Hacke auf Karpzow. Caspar Friedrich von Rohr und Margaretha Judith von Hacke machten am 16. September 1665 eine Ehestiftung, in der ein Ehegeld in Höhe von 1000 Talern vereinbart wurde. Caspar Friedrich starb am 26. März 1670 in Ganzer. Seine Witwe heiratete daraufhin am 30. Januar 1676 den Hans Joachim von Wahlen-Jürgass, Besitzer von des Rittergutes Ganzer II. Margaretha Judith geb. von Hacke starb 1714 in Ganzer. Ihr zweiter Mann Hans Joachim von Wahlen-Jürgass war bereits am 30. November 1704 verstorben. Aus der zweiten Ehe des Caspar Friedrich von Rohr (mit Margaretha Judith von Hacke) stammte der Sohn Otto Albrecht von Rohr. Er war am 6. März 1666 in Ganzer getauft worden. Er heiratete am 14. Oktober 1701 auf Garz, Ottilie von Quast, Tochter des Albrecht Johann von Quast und der Sabine Agnes von Wahlen-Jürgass. Er war Erbherr nicht nur von Ganzer II, sondern auch von Stöffin, Wustrau (seit 1714), Anteil Brunn und Trieplatz (seit 1734). Er war außerdem von 1693 bis 1711 Landrat des Ruppinschen Kreises. Am 23. April 1736 starb er in Ganzer. Seine Frau überlebte ihn um 30 Jahre; sie starb am 8. Februar 1766 in Ganzer.
Ihm folgte deren Sohn Albrecht Joachim Friedrich von Rohr, der am 10. Juli 1703 in Ganzer geboren worden war. Am 18. Februar 1735 heiratete Albrecht Joachim Friedrich von Rohr Charlotta Wilhelmina Helena von Arnim, Tochter des Jacob Vivigentz von Arnim auf Suckow und Nechlin (beide Orte Mecklenburg-Vorpommern) und der Philippina Elisabeth von Arnim. Albrecht Joachim Friedrich brachte es in der preußischen Armee bis zum Kapitän und nahm 1759 seinen Abschied. Er konnte 1736 Grünow (heute Stadt Schwedt/Oder) erwerben, das er aber 1749 wieder verkaufte. 1753 erwarb er Schwanow, dafür verkaufte er 1756 Wustrau, und 1758 konnte er noch Leddin erwerben. 1762 verkaufte er seinen Zweihufenhof in Segeletz an die von Wuthenow. Am 23. Dezember 1766 starb er in Ganzer.
Vivigenz Christoph Friedrich von Rohr wurde am 5. August 1747 als Sohn des Albrecht Joachim Friedrich von Rohr in Grünow geboren. Er war mit Sophie Dorothea Caroline Ehrentraut von Möllendorf verheiratet. Aus der Ehe gingen vier Töchter hervor. Die Tochter Henriette war mit Joachim Heinrich von Pristelwitz verheiratet. Die zweite Tochter Charlotte Johanne Friederike Sophie war mit einem H. von Hünecke verheiratet. Am 10. Juni 1814 heiratete die dritte Tochter Carolina Friederike Amalie den Johann Friedrich Karl von Alvensleben. Das Paar lebte zunächst noch auf Ganzer, denn der erste Sohn Hugo Vivigens wurde am 22. Juli 1815 auf dem Gut in Ganzer geboren. Die weiteren Kinder wurden dann in Zichtau geboren. Die vierte Tochter Friederike Jeanette war mit Adolf Friedrich von Oppen verheiratet. Vivigenz Christoph Friedrich von Rohr starb am 5. Januar 1791 im Alter von nur 43 Jahren. Zum Rittergut Ganzer II gehörten 1794 vier Ganzbauern und zwei Kossäten. Bratring gibt für 1798 die verwitwete Frau von Rohr als Besitzerin des Rittergutes Ganzer II an. Sophie Dorothea Caroline Ehrentraut von Möllendorf starb am 4. Juli 1824 in Zichtau, auf dem Rittergut ihrer Tochter Carolina Friederike Amalie, verheiratete von Alvensleben. In den Matrikel der Landtagsfähigen Rittergüter in den Marken Brandenburg, wie solche im Jahre 1828 von Sr. Majestät dem Könige vollzogen worden sind, und Nachträge bis 1840 ist nur das Rittergut Ganzer I aufgeführt, das damals im Besitz des Director v. Wahlen-Jürgaß war.
Nach Sellenthin und Rauer war das Rittergut Ganzer II, ein früheres Mannlehen der von Rohr, 1841 bzw. 1857 im Besitz des Wichard Ernst Friedrich von Möllendorf-Krampffer. Auch Adolf Frantz nennt ihn noch als Besitzer von Ganzer II. Dieser war mit Friederike von Wartenberg verheiratet. Der Sohn Otto Wichard Karl dieses Paares wurde schon 1829 in Ganzer geboren. Das General-Adressbuch der Rittergutsbesitzer von Preußen von 1879 verzeichnet als nächsten Besitzer von Ganzer Theobald Wilhelm Alexander von Rohr, Ganzer muss an die Linie von Rohr-Alt Künkendorf und Wolletz gekommen sein. Er wurde am 31. Juli 1808 als Sohn des Karl Friedrich Balthasar von Rohr und der Luise von Smelling in Altkünkendorf geboren und war mit Albertine von Wedel-Parlow, Tochter des Landrats und Rittmeisters Albert von Wedel-Parlow und der Emilie von Anhalt verheiratet. Theobald Wilhelm Alexander von Rohr starb am 4. Oktober 1883 in Meran. Nach dem General-Adressbuch hatte das Rittergut Ganzer II eine Größe von 106,5 ha.
Ihm folgte sein Sohn Erich Paul Joachim von Rohr nach. Dieser war am 26. April 1857 in Wolletz (bei Angermünde) geboren worden und heiratete am 27. März 1883 Alice von Spies. Das Paar hatte drei Kinder. Erich Paul Joachim von Rohr starb am 17. Oktober 1901 in Wolletz. Ihm folgte deren Sohn Ottomar Max Theobald von Rohr nach. Ottomar Max Theobald war am 26. Dezember 1888 in Wolletz geboren worden. Er heiratete am 19. März 1914 Paula Schoepfer. Sie hatten nur eine Tochter, Elsbeth. Er selbst starb als Rittmeister d. R. am 29. April 1918 in Berlin als Folge einer schweren Verwundung. Um 1929, also kurz vor der großen Wirtschaftskrise, galten die Otto von Rohr’schen Erben nach dem letztmals amtlich publizierten Güter-Adressbuch Brandenburg als Gutseigentümer auf den 90 ha Restgut Ganzer II. Letzte Besitzerin des Rittergutes Ganzer II war besagte Elsbeth Hildegard von Rohr. Sie wurde am 6. März 1917 in Halle/Saale geboren und heiratete 1939 Fritz Georg Braunwald, von dem sie 1943 geschieden wurde. Nach der Scheidung nahm sie wieder ihren Geburtsnamen an. 1945 wurde das Gut enteignet. Sie lebte nach dem Genealogischen Handbuch des Adels danach in den USA; sie ist auf dem Friedhof in Ganzer beerdigt.
| Jahr      | 1766 | 1785 | 1801 | 1817 | 1840 | 1858 | 1875 | 1895 | 1910 | 1925 | 1939 | 1946 | 1950 | 1964 | 1971 | 1981 | 1991 | 1996 |
| Einwohner | 261  | 290  | 321  | 345  | 404  | 446  | 423  | 450  | 407  | 351  | 324  | 576  | 515  | 313  | 297  | 243  | 195  | 175  |

### Dorfgeschichte
1540 gab es zwei Schulzen im Dorf, 19 Hufenbauern, 8 Kossäten, ein Schmied, ein Kuhhirt und ein Schäfer. 1590 hatte der Setzschulze zwei Hufen. Es gab einen Dreihufenbauer, 18 Zweihufenbauern darunter auch der Krüger, zwei Anderthalbhüfner, ein Einhüfner, der zusätzlich noch einen Morgen Kossätenland bewirtschaftete, drei Kossäten, einen Schmied und zwei Hirten. Der Acker auf der Feldmark war somit in 45 Bauernhufen eingeteilt. Zum Rittersitz des von Jürgaß gehörten drei Freihufen. Der Pfarrer hatte drei freie Pfarrhufen. 1624 war die Sozialstruktur wie folgt: 23 Hufenbauern, sechs Kossäten, zwei Hirten, ein Schmied und ein Paar Hausleute. Insgesamt gab es 45 Bauernhufen, drei Ritterhufen und drei Pfarrhufen. Der Dreißigjährige Krieg brachte enorme Verwüstungen mit sich. 1652 waren von 24 Bauernhöfen die Hälfte unbewirtschaftet (wüst). Von den neun Kossätenhöfen waren zwei wüst. Anscheinend wurde das Rittergut wieder bewirtschaftet, denn es ist von zwei Arbeitsleuten des v. Jürgaß die Rede. In den Hufentabellen von 1671 ist Ganzer mit drei Pfarrhufen, drei Ritterhufen, 45 Bauernhufen und sechs Kossäten verzeichnet. Selbst 1687 hatte sich das Dorf noch nicht von den Kriegsschäden erholt. Von 16 Zweihufenhöfen waren immer noch sieben wüst. Der Schulze bebaute einen Zweihufenhof, ebenso der Schankkrüger. Von den zwei Anderthalbhufenhöfen war einer von einem Kossäten in Besitz genommen worden. Von den sechs Kossätenhöfen war einer kurz vorher abgebrannt, zwei waren nicht besetzt. Zu den Kossätenhöfen gehörte ein unterschiedlich viel Land, das mit ein bis sechs Scheffel Winterkorn, und mit ein bis sieben Scheffel Sommerkorn besät wurde. Ein Kätner hatte kein eigenes Land, sondern bewirtschaftete das Kirchenland. Weiterhin wohnten in Ganzer: zwei Tagelöhner, ein Schmied, ein Pachtschäfer und ein Kuhhirt. Es gab noch 39 Bauernhufen, das Rittergut war auf neun Hufen angewachsen. d. h., dass sechs Bauernhufen zum Rittergut gezogen worden waren. Auch die Äcker der noch nicht besetzten Bauernhufen wurden vom Rittergut bewirtschaftet. Die Äcker waren in drei Schläge eingeteilt, die mit 10,5 Scheffel Winterkorn und 10 Scheffel Sommerkorn besät wurden. Auf den Feldern mit Winterkorn wurde das 4,5te Korn, auf den Feldern mit Sommerkorn wurde das 5. Korn geerntet. Der Aucker wurde daher als guter, reiner Acker taxiert. Allerdings hatte das Dorf schlechte Wiese und daher schlechte Viehzucht und Weide. Es war keine Mastung möglich. Sie hatten jedoch Fischereirechte und Brennholz.
1716 wohnten im Dorf 16 Hüfner, vier Kossäten, ein Schmied, ein Pachtschäfer, ein Kuhhirt ohne eigenes Vieh, ein Kostknecht und zwei Paar Tagelöhner. Die Hufe zinste acht Groschen Steuer. 1749 wird die Zahl der Hufenbauern dagegen mit 17 angegeben. Dazu kommen vier Kossäten, ein Schmied, ein Pachtschäfer, ein Kuhhirt ohne eigenes Vieh, ein Radmacher und ein Kostknecht. 1752 und 1764 grassierten Viehseuchen im Dorf. 1772 brannte das Küsterhaus ab. 1786 wurden die Rittergüter separiert. Im selben Jahr brannte die Pfarrscheune und die Ställe ab. 1787 vernichtete ein Großbrand fünf Bauern- und zwei Kossätenhöfe sowie drei Büdnerhäuser. 1796 brannten wiederum zwei Bauernhöfe ab, Bratring (1799) gibt nun im Gegensatz zu früher an, dass die Wiesen gut seien. Insgesamt wurden 90 Pferde, 300 Stück Rindvieh, 729 Schafe und 167 Schweine gehalten. Die 43 Feuerstellen waren zu 27.850 Reichstaler versichert. 1798 hatte Ganzer 310 Einwohner, darunter (neben Bauern und Kossäten) sieben Büdner, 18 Einlieger, ein Gärtner, ein Schäfer, zwei Hirten, ein Leinweber und ein Schmied. Das Dorf hatte insgesamt 189 Reichstaler, fünf Gulden und acht Pfennige Kontribution zu bezahlen, 76 Reichstaler? Gulden Kavalleriegeld und 6 Reichstaler 18 Gulden Metzkorngeld.
Für das Jahr 1800 wird die Zahl der Ganzbauern (= Hufenbauern) dagegen wieder mit 16 angegeben. Dazu kamen nun drei Halbbauern zwei Kossäten, sieben Büdner, 16 Einlieger, Schmiede und zwei Krüge. Insgesamt gab es 45 Feuerstellen (= Wohnhäuser), die Wohnbevölkerung betrug 231 Personen.
1840 wurden im Dorf 52 Wohnhäuser gezählt, in denen 404 Personen lebten. Zu Ganzer gehörte auch Kosensstelle im Rhinluch. 1860 standen im Gemeindebezirk sechs öffentliche Gebäude, 58 Wohngebäude und 79 Wirtschaftsgebäude, darunter eine Getreidemühle. Nach dem Messtischblatt 1618 Wildberg von 1882 stand die Windmühle westlich des Ortskerns etwas von der Straße weg, die von Ganzer nach Metzelthin führt. Im Gutsbezirk Ganzer I wurden fünf Wohngebäude und zehn Wirtschaftsgebäude gezählt. Im Gutsbezirk Ganzer II waren es sechs Wohngebäude und sieben Wirtschaftsgebäude. Nach Riehl und Scheu hatte Ganzer 1861 59 Häuser und 440 Einwohner. 1900 wurden im Gemeindebezirk 52 Häuser registriert, im Gutsbezirk Ganzer I fünf Häuser und im Gutsbezirk Ganzer II zwei Häuser.
Nach dem Zweiten Weltkrieg wurden beide Güter enteignet und 448 Hektar an 102 Siedler verteilt. In beiden Gutshäusern wurden Flüchtlinge und Vertriebene untergebracht. 1952 gründete sich eine LPG mit zunächst 22 Mitgliedern und 64 ha Nutzfläche. 1960 war der gesamte Ort genossenschaftlich organisiert. Die LPG hatte 126 Mitglieder und bewirtschaftete 851 ha Nutzfläche.
Am 20. September 2015 feierte Ganzer den 650. Jahrestag der Ersterwähnung mit einem Festumzug und Erntedankfest.

## Politische und kommunale Zugehörigkeit
Nach dem Landbuch des Grafen von Lindow von 1491 gehörte Ganzer zum Land Wusterhausen der Herrschaft Ruppin, die 1524 nach dem Aussterben der Grafen von Lindow in den direkten Besitz des brandenburgischen Markgrafen kam. 1525 gehörten drei Viertel des Straßengerichts der Herrschaft, ein Viertel gehörte den von Wuthenow. Auch das Patronat gehörte zu drei Vierteln der Herrschaft und zu einem Viertel den von Wuthenow. Bis 1590 scheint die Dorfherrschaft auf die von Jürgaß übergegangen zu sein. Ganzer blieb danach Ritterdorf.
Aus dem Land Ruppin ging im 16. Jahrhundert der Ruppinsche Kreis hervor, aus dem mit kleineren Gebietsänderungen der Kreis Ruppin der Provinz Brandenburg wurde. Ganzer blieb bis Anfang des 19. Jahrhunderts unter der geteilten Patrimonialgerichtsbarkeit der zwei Rittergüter in Ganzer. Im Zuge der Stein-Hardenbergschen Reformen wurden der Gemeindebezirk und zwei Gutsbezirke gebildet.
Im Zuge der Kreisreform von 1872/74 in Preußen wurden Amtsbezirke geschaffen, die mehrere Gemeinde- und Gutsbezirke bzw. auch sonstige Güter umfassten. Der Gemeindebezirk Ganzer sowie die beiden Gutsbezirke Ganzer I und II gehörten zum Amtsbezirk 7 Ganzer des Landkreises Ruppin, zusammen mit den Gemeindebezirken Barsikow, Bückwitz und Metzelthin sowie den Gutsbezirken Barsikow I und Barsikow II, Bückwitz und Metzelthin. Amtsvorsteher war Rittergutsbesitzer von Kriegsheim auf Barsikow, sein Stellvertreter Amtmann Berlin in Ganzer.
1900 hatte der Gemeindebezirk eine Größe von 589 ha, dazu kam eine Exklave im Westhavelland mit 146 ha. Zum Gutsbezirk I (urspr. Wahlen-Jürgaß) gehörten 223 ha und zum Gutsbezirk II (Rohr) 90 ha. Erst 1928 wurden der Gemeindebezirk und die beiden Gutsbezirke zur Gemeinde Ganzer vereinigt.
Mit der Kreisreform von 1952 kam Ganzer zum Kreis Kyritz, der in der Kreisreform von 1993 im Landkreis Ostprignitz-Ruppin aufging.
1992 schloss sich Ganzer mit 14 anderen Gemeinden zum Amt Wusterhausen zusammen. Zum 31. Dezember 1997 schlossen sich die Gemeinden Bantikow, Blankenberg, Brunn, Ganzer, Kantow, Lögow, Schönberg und die Stadt Wusterhausen/Dosse zur neuen Gemeinde Wusterhausen/Dosse zusammen. Das Amt Wusterhausen wurde zum 1. Juli 2001 aufgelöst. Seit 1998 ist Ganzer Ortsteil der Gemeinde Wusterhausen/Dosse, in dem der Ortsvorsteher direkt gewählt wird.

## Kirchliche Zugehörigkeit
Nach der Kirchenvisitation von 1541 gehörte das Patronat der Kirche bis 1654 dem Kurfürsten allein. Mit dem Tausch gegen Katerbow 1654 kam das Patronat in die Hände der von Jurgas (Ganzer I), denn 1692 war Hans Joachim von Jurgas alleiniger Patron der Kirche. Später war das Patronat zu gleichen Teilen unter den zwei Rittergüter geteilt.
1541 gab es ein Pfarrhaus in Ganzer, und der Pfarrer hatte drei Hufen, die anscheinend verpachtet waren und jährlich neun Wispel Roggen Pacht einbrachten. Davon musste der Pfarrer aber ein Pension von zwei Wispel sechs Scheffel Korn an den Sohn des Hausvogts in Berlin abzweigen. 1551 wurde diese Pension abgeschafft. 1558 beackerte der Pfarrer die drei Hufen selber. Außerdem gehörten zum Pfarrhof fünf Fuder Heuwachs am Ende seiner Hufen. Ihm standen der Kornzehnt zu, der vier Wispel jährlich eintrug. Außerdem hatte er den dritten Teil des Fleischzehnten. Dieser Anteil wurde ihm aber von den Junkern streitig gemacht, wie die Visitation 1581 bemängelte. Die Gutsherren wurden dazu verpflichtet ihm diesen Anteil wieder zu geben, unter Androhung der Pfändung, falls sie dies nicht tun würden. 1541 hatte der Ort bei 130 communicanten. Weiter standen dem Pfarrer der Vierzeitenpfennig zu, und von der Einleitung einer Braut und einer Sechswöchnerin jeweils ein Schilling. Für eine Beerdigung erhielt er einen Groschen. 1602 erhielt er für die Taufe eines (ehelichen) Kindes einen Schilling, für die Taufe eines unehelichen Kindes drei Schillinge.
1551 war der Pfarrer Veit Prawest nach Ganzer gekommen. Als Inventar fand er vor: einen Kesselhaken, einen Teigtrog und einen Hackeblock. Außerdem fand er einen Wispel Roggen vor. Seine Pfarrkinder sollten ihm noch stellen, zwei Kannen, zwei Schüsseln und (1558) ein Spannbett. Das genannte Inventar sollte bei Wegzug des Pfarrers im Pfarrhof bleiben, auch mussten die Hufen angesät hinter lassen werden.
Der Küster hatte ein Häuschen mit Garten. Er bekommt den Vierzeitenpfennig vom Pfarrer und von der Kirchenkasse. Ihm standen zwei Wispel Roggen Scheffelkorn zu Von der Einleitung einer Braut hatte er vier Pfennige, von einer Beerdigung ebenfalls vier Pfennige. Weiter bekam er Ostereier und Wurst zu Weihnachten, die er sich aber mit dem Pfarrer teilen musste.
Die Kirche besaß einen Kelch und ein Pacem. Eine spätere Eintragung nennt eine silberne Monstranz, ein silbernes Viaticum und zwei Ornat (Messgewänder). Zur Kirche gehörte auch etwas Land, das verpachtet war und im jährlichen Wechsel 16 und 17 Schillinge einbrachte. Von einigen Höfen erhielt die Kirche weiter 18 Pfennige, ein halbes Pfund Wachs, und anderthalb Tonnen Wein von einer Weinlauben, außerdem den Vierzeitenpfennig. Allerdings hatte die Kirchenkasse noch Außenstände in Höhe von zwei Schock.

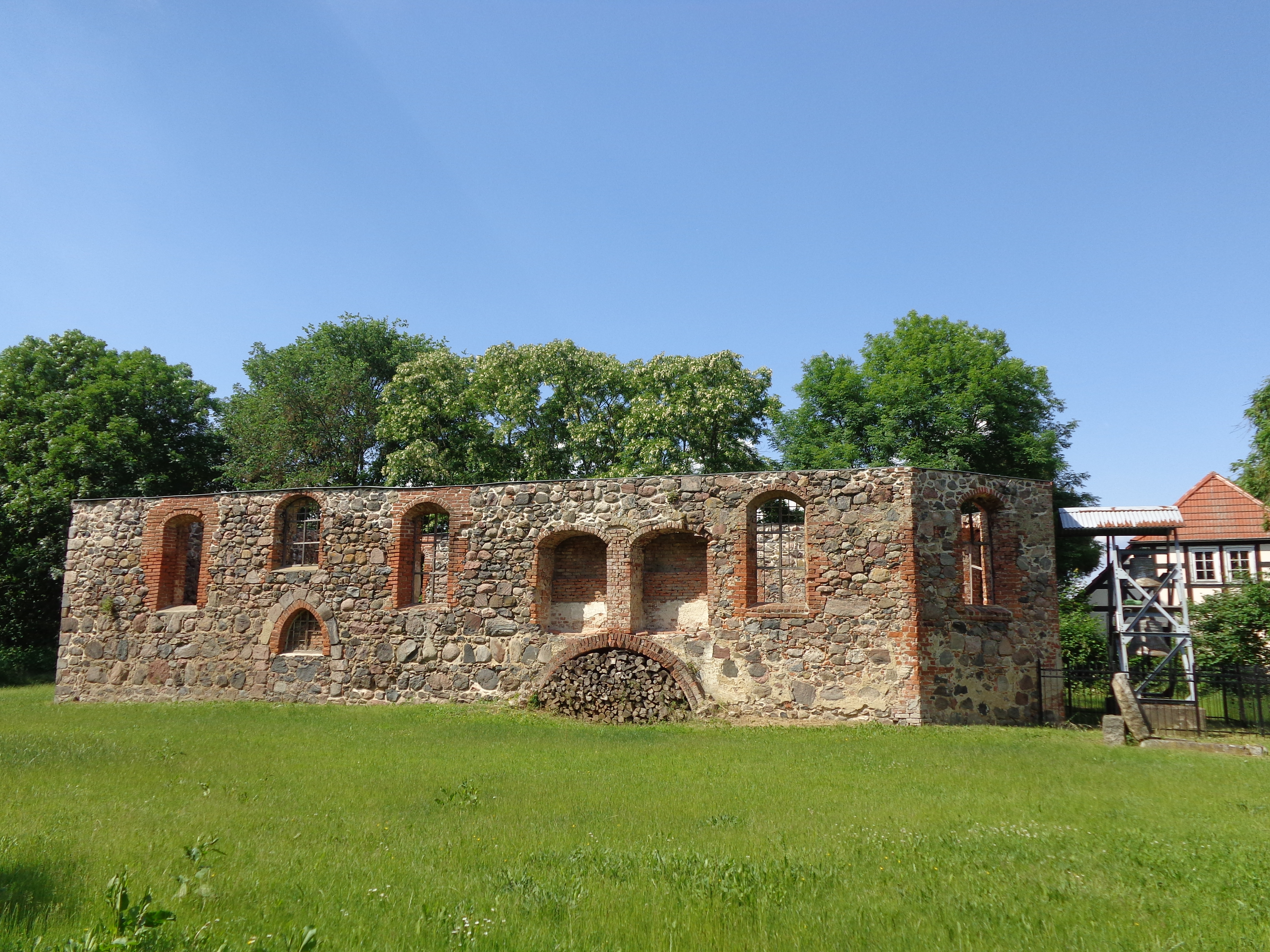
Kirchenruine Ganzer von Süden

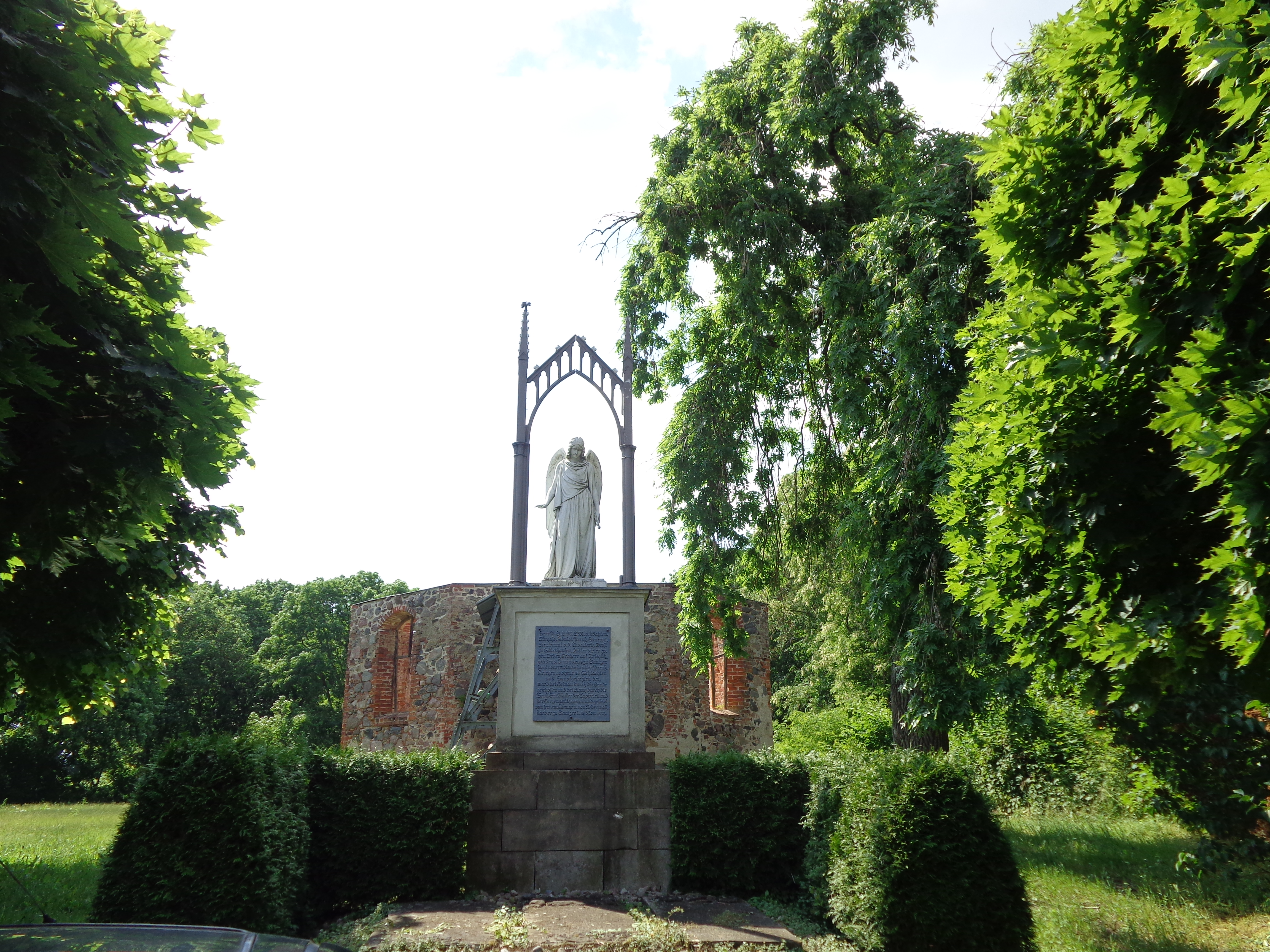
Denkmal Jürgaß vor der Kirchenruine

## Denkmale und Sehenswürdigkeiten
Der Dorfkern von Ganzer mit der mittelalterlichen Kirche (heute Ruine) ist eingetragenes Bodendenkmal (Nr. 100378). Zu den eingetragenen Baudenkmalen gehören:
- die Ruine der Dorfkirche in der Dorfstraße (Nr. 09170543). Die Kirche wurde 1973 wegen Baufälligkeit bis auf die Umfassungsmauern abgetragen.
- das Eisengussdenkmal der Familie von Wahlen-Jürgass, auf dem Friedhof (Nr. 09170544) und
- das Gutshaus in der Dorfstraße 20 (Nr. 09170545). Nach Reisinger wurde der erste Bau 1640 errichtet. Um 1730 kam der seitlich angebaute Flügel hinzu. Woher diese Informationen stammen, ist unklar, zumal die Rohr sehr wahrscheinlich erst 1654 in den Besitz des 2. Rittersitzes in Ganzer kamen.[59]

## Persönlichkeiten
- Otto Albrecht von Rohr (1666–1736), preußischer Landrat
- Georg Christoph von Wahlen-Jürgass (1710–1771), preußischer Major und Landrat
- Caspar Otto Christoph von Rohr (1711–1762), preußischer Landrat

## Anmerkung
1. ↑  Theodor Fontane schreibt in seinen Wanderungen durch die Mark Brandenburg, dass es ursprünglich vier Rittersitze in Ganzer gab. Zwar hatten im 16. Jahrhundert mehrere Familien Anteile in Ganzer. Bis zum Dreißigjährigen Krieg lässt sich aber immer nur ein Rittersitz in Ganzer nachweisen (vgl. das Historische Ortslexikon, S. 62: explizit ein Rittersitz des v. Jürgaß (1590)). Bratring (1799) berichtet von ursprünglich zwei Rittersitzen in Ganzer (vor dem Dreißigjährigen Krieg). Die Nennung eines Germanus von Gühlen in Gantzer (1642) in Mülverstedt (1863: S. 48) bezieht sich nicht auf den Ort Ganzer, sondern auf Ganz bei Kyritz.